# Igor Netto
Igor Aleksandrowicz Netto (ros. Игорь Александрович Нетто, ur. 9 stycznia 1930 w Moskwie, zm. 30 marca 1999 tamże) – rosyjski piłkarz występujący na pozycji pomocnika, wielokrotny reprezentant Związku Radzieckiego, zdobywca złotych medali na igrzyskach olimpijskich w 1956 i mistrzostwach Europy w 1960, trener piłkarski.

## Kariera piłkarska
Po występach w drużynie juniorów moskiewskiego stadionu „Młodych pionierów” w 1949 trafił do Spartaka Moskwa, jednego z najlepszych klubów radzieckiej ekstraklasy. W zespole tym pozostał do końca kariery. Wkrótce po przybyciu do Spartaka stał się jednym z jego kluczowych graczy. Przez wiele kolejnych sezonów prowadził grę zespołu, przyczyniając się do zdobycia 5 tytułów mistrza ZSRR (1952, 1953, 1956, 1958, 1962) i 3 razy Pucharu ZSRR (1950, 1958, 1963). Do 1966 rozegrał w barwach Spartaka 367 meczów, strzelając 37 bramek.
Jako utalentowany młody zawodnik stał się w połowie lat 50. liderem radzieckiej reprezentacji, która w tym czasie rozpoczynała swe międzynarodowe występy. W 1952 wziął udział w igrzyskach olimpijskich w Helsinkach. 4 lata później, już jako kapitan Sbornej, sięgnął po złoty medal igrzysk w Melbourne, zaś w 1960 doprowadził drużynę radziecką do zdobycia pierwszego w historii mistrzostwa Europy. Uczestniczył również w meczach mistrzostw świata w 1958 i 1962. Z drużyną ZSRR pożegnał się 16 maja 1965 w meczu z reprezentacją Austrii. Ogółem w latach 1952–1965 rozegrał 54 mecze oraz strzelił 4 bramki dla Sbornej.
Powszechnie uważany jest za jednego z najwybitniejszych zawodników w historii radzieckiej piłki nożnej.

## Kariera trenerska
Przez wiele lat pracował jako trener, jednak osiągnięciami w pracy szkoleniowej nie dorównał nigdy swoim sukcesom odniesionym jako zawodnik. Pracował na Cyprze i w Grecji, przez pewien czas prowadził reprezentację Iranu. Najdłużej związany był ze Spartakiem Moskwa, gdzie szkolił młodych zawodników w szkółce piłkarskiej.